# Chaim Soutine
Chaim Soutine (ryska: Хаим Соломонович Сутин: Chaim Solomonovitj Sutin), född 13 januari 1893 i Smilavitjy, död 9 augusti 1943 i Paris, var en belarusisk-fransk målare av judiskt ursprung, tillhörande expressionismen.

## Biografi
Soutine fick sin utbildning vid akademin i Vilnius 1910 och hos Fernand Cormon i Paris 1911. Han slog sig ner i Paris och mötte där bland andra Amadeo Modigliani och Marc Chagall. Han arbetade 1919–1922 i Céret i Pyrenéerna, där hans konst fick ett självständigt och originellt uttryck efter inspiration från det bergslandskap där han bodde.
Hans konst är starkt expressionistisk, med stora penseldrag, flammande färger och orolig linjeföring, något som inte minst syns i hans stormfulla landskapsbilder. Omkring 1925 målade Soutine flera tavlor tydligt inspirerade av Rembrandt, med bland annat starka, blodröda färger. 1927–1929 är koloriten mer dämpad, med grått och vitt som förhärskande färger. Soutine levde fattig och okänd för den stora publiken, men retrospektiva utställningar efter hans död har placerat honom i främsta ledet inom den sena expressionismen.